# Northeast Philadelphia Airport

i7
i11
i13
Der Northeast Philadelphia Airport (IATA-Code: PNE, ICAO-Code: KPNE, FAA-LID: PNE)  ist ein Regionalflughafen im Nordosten der Stadt Philadelphia.

## Zwischenfälle
- Am 31. Januar 2025 stürzte kurz nach dem Start ein Learjet 55 (Luftfahrzeugkennzeichen XA-UCI) ca. vier Kilometer südwestlich des Flughafens ab. Alle 6 Insassen und eine Person am Boden starben (siehe Med-Jets-Flug 056).[2][3]